# Nakayama Tadayasu
Nakayama Tadayasu (jap. 中山 忠能, * 17. Dezember 1809; † 12. Juni 1888) war ein japanischer Adeliger der Edo-Zeit. Er wurde als zweiter Sohn von Nakayama Tadayori geboren und war der Vater von Nakayama Yoshiko, der Mutter des Kaisers Meiji. Einer seiner Söhne war der Shogunatsgegner Nakayama Tadamitsu (1845–1864).
Nakayama wurde 1884 zum Kōshaku (Markgraf) ernannt.
Verheiratet war er mit Matsuura Aiko (中山 愛子) (1818–1906), der 11. Tochter des 9. Daimyō von Hirado, Matsuura Kiyoshi (松浦 清, auch Matsuura Seizan 松浦 静山; 1760–1841).